# Saraorci
Saraorci (serbocroata cirílico: Сараорци) es un pueblo de Serbia, constituido administrativamente como una pedanía de la ciudad de Smederevo en el distrito de Podunavlje del centro del país.
En 2011 tenía 2107 habitantes. Casi todos los habitantes son étnicamente serbios, aunque también vive una pequeña minoría de un centenar de gitanos.
Según la tradición local, tiene su origen en una aldea medieval junto al río Gran Morava en la que vivían los albañiles Saraor, constructores de la fortaleza de Smederevo. El actual pueblo se menciona en el censo de 1818 como una aldea de 38 casas. Se desarrolló notablemente desde principios del siglo XX como poblado ferroviario, al compartir con Lozovik una estación en la línea de Smederevo a Velika Plana. Entre 1945 y 1964, el gobierno de Yugoslavia lo declaró capital de un municipio que incluía como pedanías a Lozovik, Krnjevo, Miloševac y Trnovče; en 1964, el municipio de Saraorci se integró en el de Velika Plana, pero el pueblo pasó en 1968 al término municipal de la ciudad de Smederevo.
Se ubica sobre la carretera 158, a medio camino entre Smederevo y Velika Plana.